# Zołocziwka
Zołocziwka (ukr. Золочівка) – wieś na Ukrainie, w obwodzie lwowskim, w rejonie złoczowskim, w hromadzie Złoczów. W 2001 roku liczyła 559 mieszkańców.
Do 1946 roku miejscowość nosiła nazwę Bieniów (ukr. Бенів, Beniw).

## Położenie
Według Słownika geograficznego Królestwa Polskiego i innych krajów słowiańskich: Bieniów to wieś w powiecie złoczowskim, jest jakby najbardziej na północny-wschód wysuniętym przedmieściem Złoczowa. We wsi jest dystylarnia sławna na obwody: złoczowski, brzeżański i tarnopolski z gorzałki zwanej "bieniówka". Własność klasztoru Sióstr Miłosierdzia we Lwowie.

## Ludność
W latach 1880–1902 we wsi było 178 osób wyznania rz-kat., 20 gr.-kat. 8 izrael., razem 206. Wieś należała do obwodu parafii w Złoczowie.